# Маев, Игорь Вениаминович
И́горь Вениами́нович Ма́ев (род. 27 марта 1963) — российский гастроэнтеролог, доктор медицинских наук, профессор, академик РАН, заведующий кафедрой пропедевтики внутренних болезней и гастроэнтерологии Лечебного факультета Российского университета медицины Министерства здравоохранения Российской Федерации, проректор по учебной работе, член президиума Российской гастроэнтерологической ассоциации, член Комитета по методическим рекомендациям (Global Guidelines) Всемирной организации гастроэнтерологов, член президиума ВАК.
Член редколлегии журналов «Терапевтический архив», «Клиническая медицина», «Российский журнал гастроэнтерологии, гепатологии, колопроктологии», «Менеджмент качества в сфере здравоохранения и социального развития», «Клиническая гастроэнтерология и гепатология», русское издание, «Экспериментальная и клиническая гастроэнтерология», «Фарматека», «Доктор.Ру».

## В структурах Минздрава РФ
В 2008 году Маев И. В. назначен главным внештатным терапевтом Росздравнадзора. В 2012 году Маев И. В. — главный внештатный специалист Министерства здравоохранения Российской Федерации по медицинскому и фармацевтическому образованию (до 21 июня 2013 года), в 2013 году — директор Департамента медицинского образования и кадровой политики в здравоохранении Минздрава России.

## Научная деятельность
Основные направления научных исследований И. В. Маева посвящены заболеваниям гастроэнтерологического профиля. Им предложены и внедрены в клиническую практику новые методы диагностики и лечения кислотозависимых заболеваний (гастрозофагеальная рефлюксная болезнь, язвенная болезнь желудка и двенадцатиперстной кишки), основанные на количественной оценке килостопродуцирующей функции желудка и моторно-тонических нарушений желудочно-кишечного тракта. Приоритетными являются исследования И. В. Маева в области диагностики и лечения инфекции Helicobacter pylori, генетических предикторов его вирулентности. Продолжая научные традиции кафедры, И. В. Маев вывел кафедру в число ведущих панкреатологических школ страны. Им внедрены высокоинформативные критерии ультразвуковой и молекулярно-генетической диагностики и прогноза развития хронического панкреатита, позволившие индивидуализировать программы его профилактики и лечения.

## Награды и премии
- Орден Почёта (5 ноября 2020) — за заслуги в научно-педагогической деятельности, подготовке квалифицированных специалистов и многолетнюю добросовестную работу[16]
- Орден Пирогова (16 июня 2025) — за заслуги в подготовке высококвалифицированных специалистов, научно-педагогической деятельности и многолетнюю добросовестную работу
- Заслуженный деятель науки Российской Федерации (2008)[17]
- Заслуженный врач Российской Федерации (2004)
- Лауреат Премии Правительства РФ в области науки и техники (2006, 2020)[18],[19]
- Орден Дружбы (Россия) (2015)[20].
- Почётная грамота Президента Российской Федерации (2017)[21].